# Taraka
Taraka (Bayan ng Taraka) är en kommun i Filippinerna. Kommunen ligger på ön Mindanao, och tillhör provinsen Lanao del Sur. Folkmängden uppgår till 18 832 invånare.

## Barangayer
Taraka är indelat i 43 barangayer.
| - Bandera Buisan - Boriongan - Borowa - Buadi Dingun - Buadi Amao - Buadi Amunta - Buadi Arorao - Buadi Atopa - Buadi Dayomangga - Buadi Ongcalo - Bucalan - Cadayonan Bagumbayan - Caramat - Carandangan Calopaan - Datu Ma-as | - Dilabayan - Dimayon - Gapao Balindong - Ilian - Lumasa - Lumbac Bagoaingud - Lumbac Bubong Maindang - Lumbac Pitakus - Malungun - Maruhom - Masolun - Moriatao Loks a Datu - Pagalamatan - Pindolonan | - Pitakus - Ririk - Salipongan - Lumasa Proper (Salvador Concha) - Sambolawan - Samporna Salamatollah - Somiorang Bandingun - Sigayan - Sunggod - Sunding - Supangan - Tupa-an Buadiatupa - Buadi Amunud - Mangayao |